# 蛇口西车辆段
22°28′59″N 113°53′53″E / 22.483°N 113.898°E
蛇口西车辆段是深圳地铁2號綫的车辆段。车辆段位于大南山脚下（松湖路13號），南侧紧邻兴海大道，东面是松湖路及松湖支路，处于大南山、小南山、赤湾山环抱之中。车辆段总占地面积为16.75万平方米，其中包含试车线隧道0.83万平方米，总建筑面积约为8.237万平方米，绿化面积约为8,950平方米，设有运用库、物资库、联合检修库、综合办公楼等功能用房。本車輛段以一條U型進出隧道，與赤灣站連接。
车辆段的功能定位为定修段, 而2號綫车辆的厂修、架修任务由1號綫的前海湾车辆段承担。2號綫在蛇口西设置车辆段，在后海深圳灣口岸西側设置后海停车场，实现一段一场的功能配置。
蛇口西车辆段带有上盖物业开发项目-龍瑞佳園，是深圳地鐵地產首個鐵路上蓋項目。整个上盖项目总用地12.97公顷，建筑面积约30万平方米，由山海津（檢修庫上蓋，基座設有南山區公安局公交派出所）、山海居（運用庫上蓋）及山海韻（運用庫東北面山坡），共三期组成，目前已建成入伙。其中第二期山海居为保障性住房，建成后可提供10栋、3,208套保障房，部分楼房可以观海，称得上是“海景房”。上蓋項目附設商業設施，名為山海．漫街，設有超級市場、便利店等商舖。
本廠承建商為中鐵一局，上蓋項目則由中國核建承建。